# Weather surveillance radar-74
Les Weather surveillance radar-74 (Weather Surveillance Radar-1974 ou WSR–74) ont été conçus par Enterprise Electronics Corporation en 1974 pour le National Weather Service des États-Unis. Ils ont été adjoints au réseau de WSR-57 existant pour améliorer la prévision et les alertes en cas de situation météorologique exceptionnelle. Ce dernier fut le principal radar météorologique pour une période de 35 ans aux États-Unis à partir de 1957. Quelques exemplaires du WSR-74 ont été vendus à des pays étrangers comme l'Australie, la Grèce ou encore le Pakistan.

## Caractéristiques
La série des WSR-74 comportait deux types de radars qui étaient presque identiques à leur fréquence d'émission près. Le WSR-74C — destiné à des alertes locales — fonctionnait en bande C et le WSR-74S, qui faisait partie du réseau national, émettait en bande S (comme le WSR–57 et l'actuel WSR-88D). Les fréquences de la bande S conviennent mieux parce que les signaux émis sur cette bande ne sont pas atténués de façon significative en cas de forte pluie, ce qui n'est pas le cas des signaux émis en bande C qui, eux, sont fortement affaiblis.
Le WSR-74C travaillait sur 5,4 cm de longueur d'onde. Il était équipé d'une antenne parabolique de 2,60 m de diamètre et était uniquement utilisé pour les signaux de réflectivité. Les WSR-74S avaient une antenne plus grande de 3,7 mètres pour obtenir une résolution similaire et certains furent plus tard modifiés pour mesurer la vitesse des précipitations selon l'effet Doppler-Fizeau).

## Historique

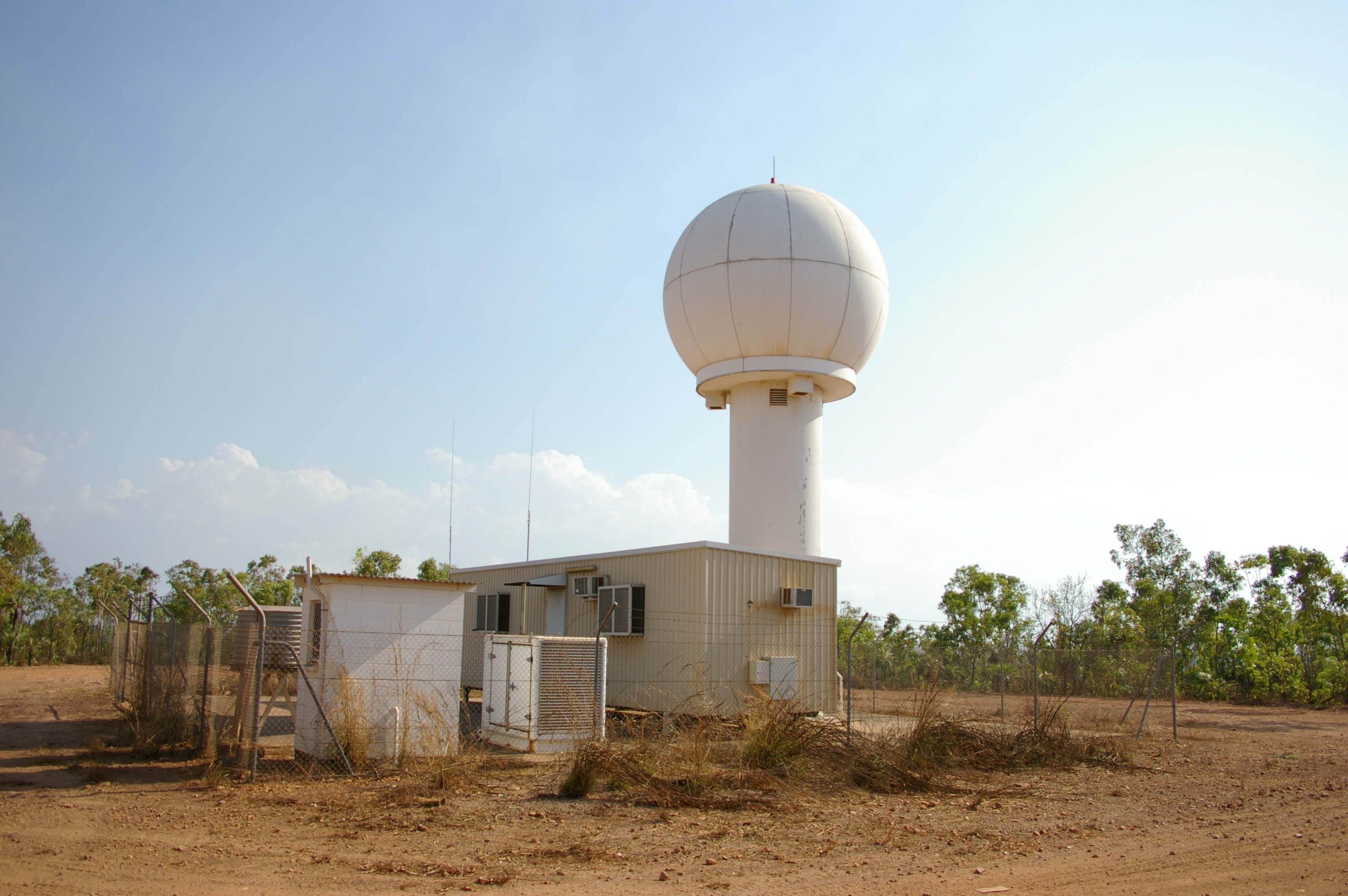
Radar WSR-74C à Darwin (Australie).

Le réseau de WSR-57 était très étendu grâce à ses 66 radars qui couvraient tout le territoire des États-Unis. Dans le cas où un de ces radars fonctionnant à lampes était arrêté pour réparation ou pour entretien, le défaut de recouvrement restait minime. Le WSR-74 a été agrégé au réseau à la fois comme un « bouche–trou » dans la couverture totale du pays et comme un élément de modernisation, en effet, entre autres choses, il était équipé de transistors.
Les radars WSR-74C étaient généralement utilisés localement et n'étaient mis en service que lorsque des conditions météorologiques violentes se préparaient, alors que les radars WSR-74S servaient le plus souvent à remplacer des WSR-57 dans le réseau national de veille météorologique. En effet, lorsqu'un radar du réseau tombait en panne, il fallait qu'un radar proche puisse le remplacer. Le 1er février 1976, Corpus Christi devint le premier site de WSR-74C opérationnel.
Jusque dans les années 1990 le réseau radar du service météorologique national était constitué de 128 radars WSR-57 et WSR-74 disséminés dans tout le pays. Ils ont progressivement été remplacés par le modèle WSR-88D pour constituer le réseau NEXRAD. Le WSR-74 a fait partie du service météorologique national pendant 20 ans.
Aujourd'hui il reste encore 13 radars WSR-74C qui ne sont pas réformés dont huit sont toujours en service, certains de ces radars sont exploités commercialement ou par des universités. En revanche, il ne reste plus aucun WSR-74S dans les inventaires, ils ont tous été remplacés par des WSR-88D.

## Sites radar aux États-Unis

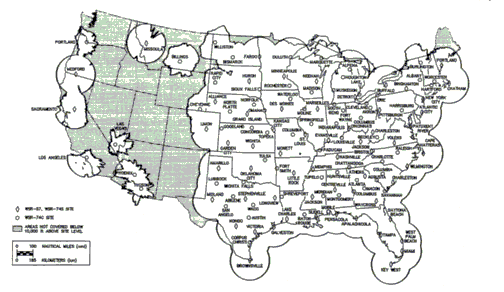
Cercles représentant la couverture du réseau des radars WSR-74 et WSR-57. Celui-ci comportait un assez grand trou dans l'ouest des États-Unis

La couverture du réseau de radars comprenant les WSR-74 et les WSR-57 sur la partie continentale des États-Unis est montrée dans la figure ci-contre. Comme le faisceau s'éloigne du sol à cause de la courbure terrestre et de l'angle de site, cette couverture correspond à celle que l'on aurait à un niveau de 10 000 pieds (3 048 m) avec l'angle le plus bas de ces radars.
Il est facile de voir qu'une grande partie du centre-ouest et de la côte ouest de États-Unis se trouvait hors de portée de ce réseau.
Bien que techniquement avancés, les radars WSR-74 furent opérés manuellement à leur début, ce qui veut dire que l'analyse de leurs données était effectuée par un technicien devant faire des rapports écrits de la position des échos et de leur intensité. Ce travail demandait une expérience importante de la part de l'opérateur et un délai pour les météorologues utilisant les données. Plusieurs furent modernisés durant les années 1980 et le début des années 1990, à la suite des développements technologiques et des communications.
Les sites des WSR-74 comprenaient les deux catégories suivantes :